# 长体银鲈
长体银鲈（学名：Gerres macrosoma）为银鲈科银鲈属的鱼类，俗名巨钻嘴鱼。分布于非洲东岸、印度尼西亚、琉球、台湾岛以及中国南海等海域，常生活于热带海域之浅水区域。